# 瑟朗 (埃纳省)
瑟朗（法語：Selens，法語發音：[səlɑ̃]）是法国上法蘭西大區埃纳省的一个市镇，属于拉昂区。

## 地理
瑟朗（49°30'6"N, 3°12'35"E）面积7.65 平方千米，位于法国上法蘭西大區埃纳省，该省份为法国北部内陆省份，北起北部省，西接索姆省和瓦兹省，东临阿登省和马恩省，西南至塞纳-马恩省，东北部与比利时接壤。
与瑟朗接壤的市镇（或旧市镇、城区）包括：莫尔桑、圣欧班、特罗利卢瓦尔、瓦桑、韦扎波南。

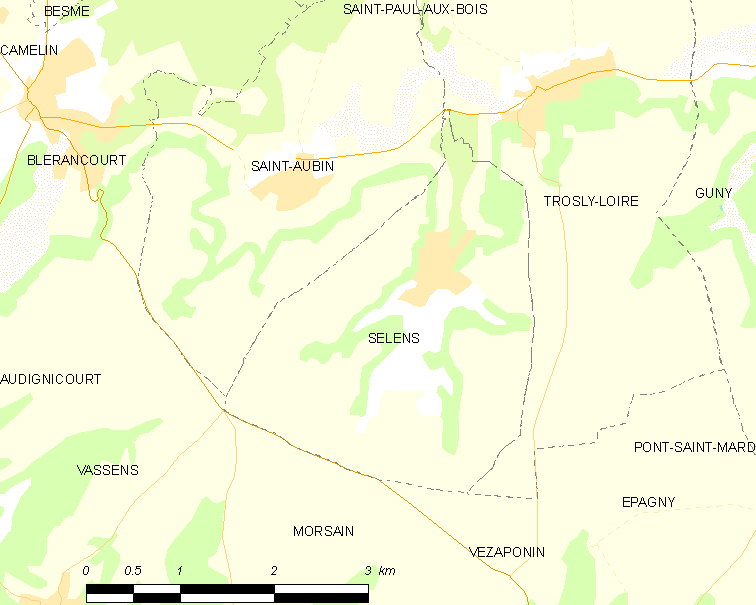
的OSM定位图

瑟朗的时区为UTC+01:00、UTC+02:00（夏令时）。

## 行政
瑟朗的邮政编码为02300，INSEE市镇编码为02704。

## 政治
瑟朗所属的省级选区为埃纳河畔维克县。

## 人口

1962-2008年间人口变化图示

瑟朗于2022年1月1日时的人口数量为207人。